# Germán de Granda
Germán de Granda Gutiérrez (1932-2008) fue un filólogo y catedrático español experto en sociodialectología histórica del español de América y en el contacto de la lengua española con lenguas indígenas. Es probablemente, además, el mayor investigador de la lengua española en África.

## Biografía
Nacido en Luanco el 16 de febrero de 1932, perdió a su padre tempranamente. Obtuvo la licenciatura de Filosofía y Letras (especialidad Filología Románica) en 1954 en la Universidad de Madrid, doctorándose en 1958 en la misma universidad con la tesis La estructura silábica y su influencia en la evolución fonética del dominio ibero-americano, bajo la dirección de Rafael Lapesa. La calidad de su tesis lo hizo merecedor del Premio Manuel Rivadeneyra de la Real Academia Española. 
Pertrechado con una extraordinaria preparación filológica y armado de una memoria excelente, de Granda centra sus investigaciones en el contacto entre el español y las lenguas indígenas americanas y la determinación de interferencias. Esta dimensión se extiende luego a las variantes afroamericanas y las lenguas africanas, como no podía ser menos, con alguna incursión hasta las Filipinas. En sus dominios lingüísticos, podríamos decir, recordando una frase célebre, no se ponía el sol. (Francisco A. Marcos Marín, 2009, págs. 363-364)
Falleció en Madrid el 27 de diciembre de 2008.

## Trabajos y misiones
Fue catedrático de la Universidad Complutense de Madrid, la Universidad de La Laguna, la Universidad Autónoma de Madrid y la Universidad de Valladolid, además de profesor visitante en distintas universidades hispanoamericanas. Fue consejero nacional de Educación y desempeñó responsabilidades diplomáticas como agregado cultural en diferentes embajadas de España en Hispanoamérica, como la de Colombia; además, fue director del Centro Cultural de España Juan de Salazar en Asunción, Paraguay (1977-1979) y primer director del Centro Cultural Hispano Guineano, creado en la década de los 80 como institución binacional al amparo del Convenio de Cooperación Cultural entre la República de Guinea Ecuatorial y el Reino de España.

## Contribución a los estudios lingüísticos del español
Germán de Granda contribuyó de manera importante a los estudios del español atlántico, el que salió de España por los puertos atlánticos y se extendió por el mundo, y a la defensa de la tesis monogenética sobre la formación del español de América, aquella que plantea que la coincidencia de rasgos entre el español americano y el andaluz procede de un origen común y que fue la variedad del sur de España la que más influyó en la formación del español de América. Alejado de los métodos de investigación de escritorio, trabajó arduamente en terreno, en circunstancias muchas veces incómodas, hostiles o peligrosas. Esto le permitió acceder a una diversidad de comunidades de lengua y de habla e integrarse a ellas, logrando en esas inmersiones un gran conocimiento de lenguas, dialectos y sociolectos poco estudiados o definitivamente inexplorados.
En América la situación era mucho más dura: los viajes duraban días, eran en canoas o, como mucho, en aviones de fiabilidad limitada. Los investigadores eran asaltados de vez en cuando y despojados de sus pertenencias, incluso a unos pasos del hotel. Padecían los riesgos de la malaria y de las amebas [...], ponían en riesgo su salud y se olvidaban de su comodidad personal durante largos períodos. El Paraguay, en ese sentido, era mucho más apacible, aunque exigiera a veces notables esfuerzos. Guinea Ecuatorial, en cambio, supuso un paso atrás. (Francisco A. Marcos Marín, 2009, pág. 363)
Sus investigaciones sobre el contacto lingüístico entre el español y distintas lenguas indígenas, así como sus estudios sobre el español de África, son obras de referencia para especialistas. Su modelo teórico de periodización de la formación del español de América sienta las bases de un nuevo modo de abordar la sociodialectología histórica.
Con Germán de Granda desaparece un tipo de investigador español profundamente humano [...], el que vive en y del territorio, en el que se integra y mimetiza. Nadie llegó al grado que él, en todos los sentidos. Su vida fue una perpetua añoranza de América, satisfecha durante largos períodos; pero siempre insaciable. (Francisco A. Marcos Marín, 2009, pág. 367)

## Obras
Germán de Granda cuenta con una vasta producción científica, expresada por medio de libros y artículos de que forman parte de la bibliografía de base de estudios de sociodialectología histórica en distintas universidades del mundo.
Entre sus libros se cuentan los siguientes:
- 1971. Materiales complementarios para el estudio sociohistórico de los elementos lingüísticos afroamericanos en el área hispánica.[10]
- 1978. Estudios lingüísticos hispánicos, afrohispánicos y criollos.[11]
- 1979. El español del Paraguay.[12]
- 1991. El español en tres mundos: retenciones y contactos lingüísticos en América y África (Universidad de Valladolid).[13]
- 1994. Español de América, Español de África y Hablas Criollas Hispánicas (Gredos).[14]
- 1999. Español y lenguas indoamericanas en Hispanoamérica.[15]
- 2001. Estudios de lingüística andina.[16]
- 2002. Lingüísticas de contacto: español y quechua en el área andina suramericana.[17]

Germán de Granda nos ha dejado muchísimos y valiosos estudios, entre los cuales hay varios libros de referencia: Estudios lingüísticos hispánicos, afrohispánicos y criollos (1978), Español de América, Español de África y Hablas Criollas Hispánicas (1994), Español y Lenguas Indoamericanas en Hispanoamérica (1999) o Lingüísticas de contacto: español y quechua en el área andina suramericana (2002).

(Garrido, Miguel Ángel, 2009)
Algunos de sus artículos son los siguientes:
- 1968. "Formas en -re en el español atlántico y problemas conexos".[18]
- 1977. "Sobre la actual problemática de la lingüística románica y de su enseñanza universitaria".[19]
- 1977. "Neutralización de fonemas consonánticos en distensión silábica en San Juan de Micay, Colombia".[20]
- 1993. "Quechua y español en el noroeste argentino. Una precisión y dos interrogantes".[21]
- 1996. "Interferencia y convergencia sintácticas e isogramatismo amplio en el español paraguayo".[22]
- 2006. "Retención hispánica y transferencia quechua en dos fenómenos morfosintácticos del español andino".[23]

## Premios y distinciones
Como ser humano muy sensible, agradeció profundamente los honores que recibió en vida, que fueron primordialmente americanos. Además de los nombramientos de profesor honorario o de las condecoraciones vinculadas a sus funciones diplomáticas, como la Orden del mérito de la República de Paraguay, fue doctor honoris causa por la Universidad de Salta [...]. También fue miembro correspondiente de la Real Academia Española y de la Academia Argentina de Letras, Colombiana, Chilena, Peruana y Nacional de Letras del Uruguay.  

(Francisco A. Marcos Marín, 2008, págs. 1152-1153) 
Entre sus distinciones se cuenta también el Premio Manuel Rivadeneyra de la Real Academia Española.
En 2018, coincidiendo con los 50 años de independencia de Guinea Ecuatorial, las bibliotecas de la Cooperación Española en Madrid, Bata y Malabo presentan el Fondo Digital de Guinea Ecuatorial dentro de la Biblioteca Digital de AECID, contando con Ediciones del Hispano-Guineano creado por Granda como acervo fundacional.